# Baczkuryne
Baczkuryne (ukr. Бачкурине) – wieś na Ukrainie, w obwodzie czerkaskim, w rejonie humańskim. W 2001 roku liczyła 1016 mieszkańców.
Dawna ukraińska osada założona przez ks. Zbaraskich, potem przeszła do Wiśniowieckich, od nich po kądzieli do Tarłów, Lanckorońskich, Skoposkich, od 1796 do rewolucji bolszewickiej w posiadaniu Gozdawitów Humnickich.
W 1795 roku Franciszek Salezy Humnicki wzniósł parterowy dwór, który został przebudowany w pierwszej połowie XIX wieku przez dodanie skrzydła.

Dom Leonów Humnickich w Baczkurynie niezwykle był miły i kulturalny. Sam dwór - dostojny staruszek, zbudowany w 1795 r., z gankiem na czterech kolumnach, z przybudowanym z dawnych czasów skrzydłem, z przewiewnymi na skutek starości ścianami, otoczony wieńcem mile szumiących lecz nazbyt blisko rosnących drzew (...) W specjalnie przeznaczonym do tego pokoju wisiał obraz Przysięgi Jadwigi Simmlera i Szkoła szlachcica polskiego Grottgera, (...) Chlubą Leona był szkic Matejki, rozpięty na sztalugach, przedstawiający pomysł do jakiegoś historycznego obrazu.

Do wieku XXI dotrwał park wiejski.